# Jacaranda mimosifolia
Jacaranda mimosifolia (D.Don, 1822), chiamata volgarmente Jacaranda o Jacaranda Blu è una pianta appartenente alla famiglia delle Bignoniaceae, originaria del Sudamerica.

## Descrizione
La pianta ha le dimensioni di un albero di medie dimensioni con tronco e rami fortemente ramificati e spesso contorti, con corteccia scura, molto rugosa e fessurata.
Le foglie sono molto grandi, (20–30 cm) multipennate.
I fiori sono tubulari-campanuliformi (a forma di campanella allungata e curvata), di colore dal celeste al lilla, raccolti in gruppi molto decorativi all'estremità dei rami. La fioritura è precoce, all'inizio della stagione calda, e interessa gran parte della chioma, in assenza o quasi delle foglie.

## Distribuzione e habitat
La specie è originaria di Argentina e Bolivia.
La jacaranda blu è stata coltivata in ogni parte del mondo dove non c'è rischio di gelo; gli alberi stabiliti possono tuttavia tollerare brevi periodi di temperature fino a circa -7 °C. Negli Stati Uniti, a 30 km a est da Los Angeles dove le temperature invernali raggiungono i —10 °C per brevi periodi di diverse ore, l'albero maturo sopravvive senza subire particolari danni.
Negli Stati Uniti cresce spontanea in California, Nevada, Arizona, Texas e Florida, mentre in Europa sull'intera costa mediterranea della Spagna (soprattutto nella provincia di Valencia, nelle Isole Baleari e in Andalusia con esemplari particolarmente grandi presenti a Valencia, Alicante e Siviglia, e di solito con una fioritura più precoce rispetto al resto dell'Europa), nel sud del Portogallo (molto presente a Lisbona), nel sud Italia e in Sicilia (a Napoli,Cagliari e Palermo  è abbastanza facile imbattersi in esemplari belli), nel sud della Grecia (presenti ad Atene) e sulle isole di Malta e Cipro. Fu introdotta a Città del Capo da Baron von Ludwig nel 1829 circa. È considerata come una specie invasiva in alcune parti del Sudafrica e dell'Australia, l'ultimo dei quali ha avuto problemi con la Jacaranda Blu che impedisce la crescita di specie native. In altre parti dell'Africa le jacaranda sono specialmente presenti a Lusaka, la capitale dello Zambia, e ad Harare, capitale dello Zimbabwe.

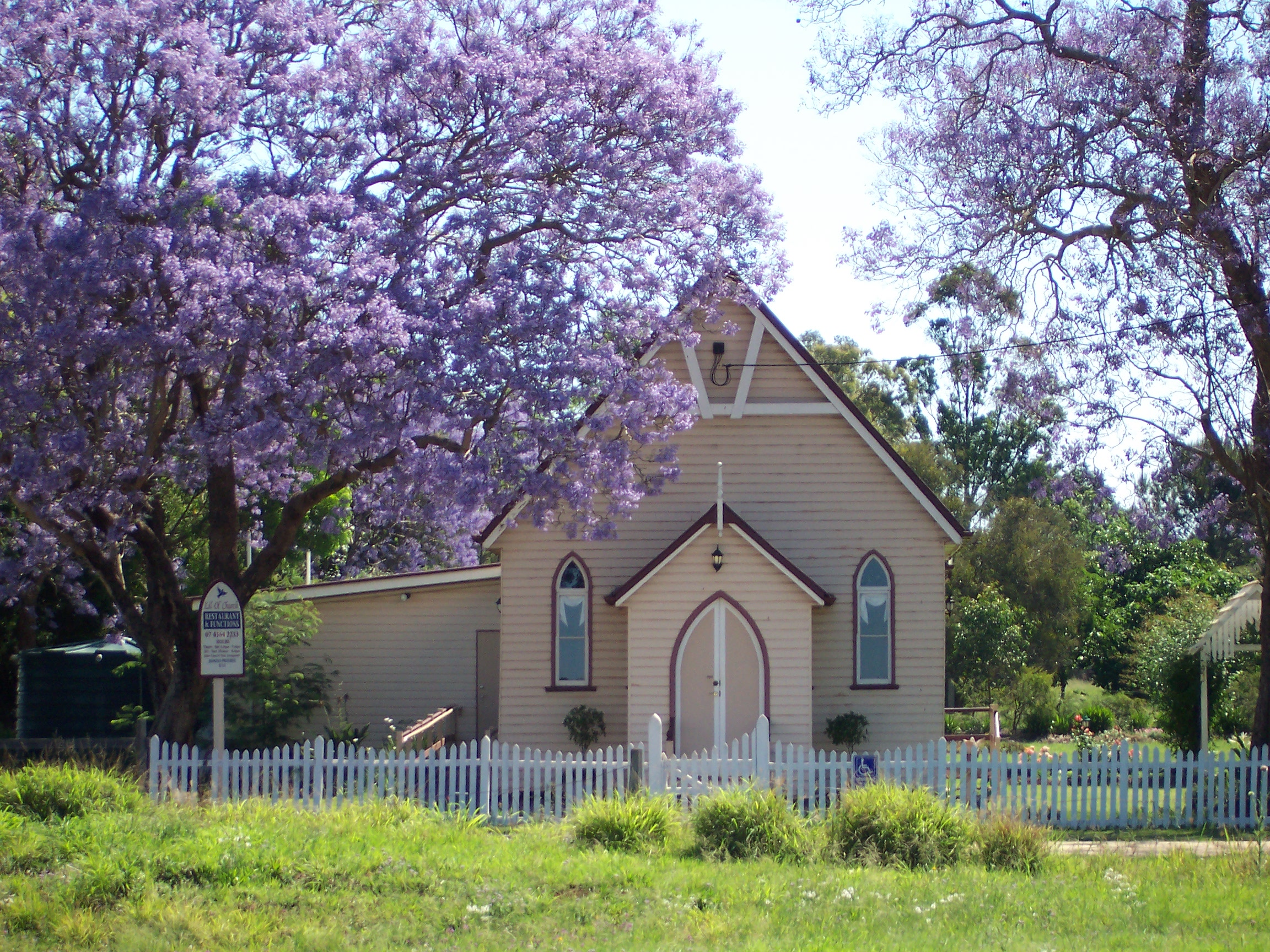
Vecchia chiesa circondata da Jacaranda a Wooroolin, Australia.

## Legno

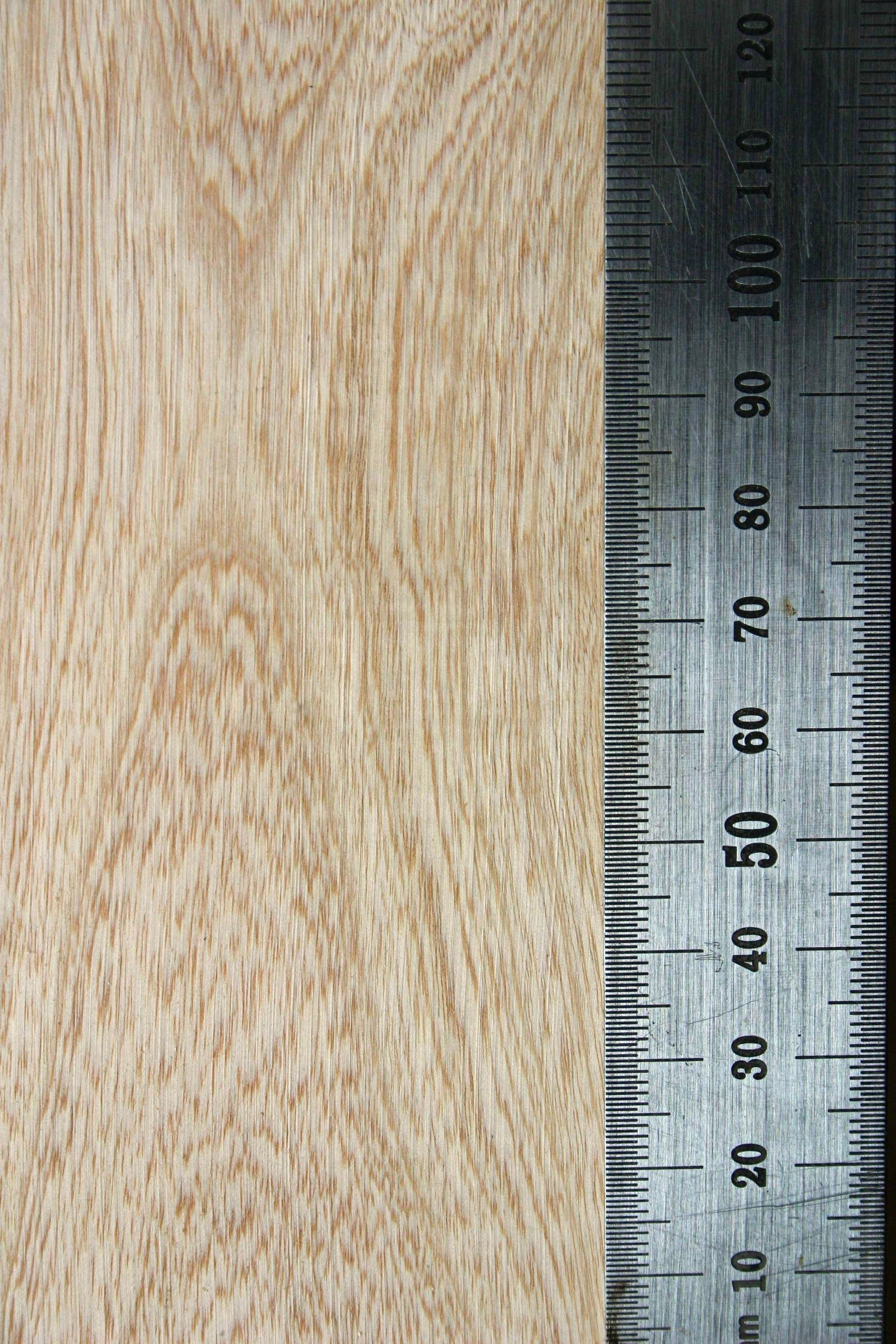
Legno.

Il legno è di colore da grigio pallido a biancastro, a grana dritta, relativamente morbido e privo di nodi. Si asciuga senza difficoltà ed è spesso usato nel suo stato verde o bagnato per torniture e scodelle.

## Tassonomia
Lo stato tassonomico della jacaranda blu è instabile. L'ITIS considera il vecchio nome Jacaranda acutifolia come un sinonimo di J. mimosifolia. Tuttavia, alcuni tassonomisti moderni mantengono la distinzione tra queste due specie, considerandole come geograficamente distinte: la J. acutifolia appartiene al Perù, mentre la J. mimosifolia è nativa della Bolivia e dell'Argentina. Se si considera questa distinzione, le forme coltivate dovrebbero essere trattate come J. mimosifolia, poiché si pensa che derivino dall'Argentina. Altri sinonimi della Jacaranda blu are Jacaranda chelonia e J. ovalifolia. La Jacaranda blu appartiene alla sezione Monolobos del gene Jacaranda.

## Riferimenti nella cultura di massa
Pretoria, la capitale amministrativa del Sudafrica è popolarmente conosciuta come La città della Jacaranda o Jakarandastad in Afrikaans a causa del gran numero di alberi che rendono la città blu quando fioriscono in primavera. Il nome Jakarandastad è frequentemente usato nelle canzoni sudafricane, come in Staan Op di Kurt Darren.
La canzone natalizia australiana Christmas Where the Gum Trees Grow fa riferimento agli alberi di jacaranda, come le fioriture si vedono solo in estate, come spiega la canzone, "Quando la fioritura dell'albero di jacaranda è qui, il tempo di Natale è vicino". L'Università del Queensland a Brisbane è particolarmente nota per le sue jacarande ornamentali, e una massima comune tra gli studenti sostiene che la fioritura delle jacarande segna il momento di uno studio serio per gli esami di fine anno.
In Argentina lo scrittore Alejandro Dolina, nel suo libro Crónicas del Ángel Gris, racconta la leggenda di un enorme albero di jacarandá piantato a Plaza Flores a Buenos Aires, che era in grado di fischiare canzoni di tango su richiesta. María Elena Walsh ha dedicato la sua canzone Canción del Jacarandá all'albero. Anche la canzone popolare di Miguel Brascó Santafesino de veras menziona l'aroma della jacarandá come una caratteristica del litorale di Santa Fe.
Il cantautore britannico Steve Tilston elogia il bellissimo albero blu che ha incontrato in Australia con la sua canzone "Jacaranda".

## Estratti antimicrobici
L'acqua estratta dalla Jacaranda mimosifolia mostra una maggiore azione antimicrobica in vitro contro il Bacillus cereus e l'Escherichia coli rispetto al solfato di gentamicina. L'estratto agisce anche contro lo Staphylococcus aureus in vitro.